# The Heavenly Body
The Heavenly Body és una pel·lícula de comèdia romàntica nord-americana dirigida per Alexander Hall i protagonitzada per William Powell i Hedy Lamarr. Basada en una història de Jacques Théry, amb un guió de Michael Arlen i Walter Reisch, la pel·lícula tracta sobre la bella dona d’un professor astrònom que es convenç que la predicció del seu astròleg, que coneixerà el seu veritable amor, es farà realitat. Produït per Arthur Hornblow Jr., The Heavenly Body va ser projectada per la Metro-Goldwyn-Mayer als Estats Units el 23 de març de 1944.

## Trama
Una dona abandonada es dirigeix a un astròleg, qui li diu que coneixerà un estrany atractiu i s'enamorarà d'ell, per a consternació del seu marit astrònom.

## Repartiment
- William Powell com a William S. Whitley
- Hedy Lamarr com a Vicky Whitley
- James Craig com a Lloyd X. Hunter
- Fay Bainter com a Margaret Sibyll
- Henry O'Neill com a Professor Stowe
- Spring Byington com a Nancy Potter
- Robert Sully com a Strand
- Morris Ankrum com a Dr. Green
- Franco Corsaro com a Sebastian Melas
- Connie Gilchrist com a Beulah
- Max Willenz com a Dr. Gurtchakoff
- Earl Schenck com a Forbes
- John Elliott com a Prof. Collier (sense acreditar)
- Howard Hickman com a Scientist (sense acreditar)